# サンドウィッチマンのぶらり即席コントの旅
『サンドウィッチマンのぶらり即席コントの旅』（さんどうぃっちまんのぶらりそくせきこんとのたび）は、TBS系列の東北放送が2017年10月から2018年1月6日まで放送していたバラエティ番組である。
また、映像配信サービスdTVにて完全版となる『サンドウィッチマンのぶらり即席コントの旅DX』が配信されている。
さらにdTVでしか見ることができない『【特別編】港区 エイベックス本社ビル編』も配信されている。

## 概要
サンドウィッチマンの二人が、ゲストとともに街ブラをするが、ホラ貝が鳴ったらそこで即席コントを行う。
ゲストとともに東京23区制覇を目標に街ブラ×コントの新感覚バラエティ番組。
東京23区制覇を目標としていたが、12区目の中野区を最後に現在最新作を制作している動きはない。

## 放送時間
| 放送対象地域 | 放送局          | 系列    | 放送時間           | 放送期間                  | 備考                        |
| ------------ | --------------- | ------- | ------------------ | ------------------------- | --------------------------- |
| 宮城         | 東北放送（TBC） | TBS系列 | 土曜 10:55 - 11:25 | 2017年10月 - 2018年1月6日 | 第11回と最終回は2回連続放送 |
| 神奈川       | TVK             | 独立局  | 土曜 深夜          | 2017年10月 - 2017年12月   |                             |

## 放送日程
| 第1話                                                        | 10月7日  | 豊島区 染井銀座商店街編          | スピードワゴン 井戸田潤                | 3.2% |
| 第2話                                                        | 10月14日 | 北区 十条銀座商店街編            | じゅんいちダビッドソン                 | 4.1% |
| 第3話                                                        | 10月21日 | 板橋区ハッピーロード大山商店街編 | バイきんぐ 小峠英二                    | 4.1% |
| 第4話                                                        | 10月28日 | 杉並区 高円寺純情商店街編        | ニッチェ 江上敬子                      | 5.4% |
| 第5話                                                        | 11月04日 | 目黒区 自由が丘編                | アンジャッシュ 児嶋一哉                | 5.8% |
| 第6話                                                        | 11月11日 | 中央区 月島編                    | アンタッチャブル 柴田英嗣              | 6.1% |
| 第7話                                                        | 11月18日 | 港区 麻布十番編                  | ずん 飯尾和樹、夏目花実                | 5.2% |
| 第8話                                                        | 12月02日 | 世田谷区 三軒茶屋編              | 三四郎（小宮浩信・相田周二）           | 4.5% |
| 第9話                                                        | 12月09日 | 練馬区 江古田編                  | 東京03（豊本明長・飯塚悟志・角田晃広） | 4.8% |
| 第10話                                                       | 12月23日 | 新宿区 新大久保編                | ベッキー、仲間由紀恵                   | 6.2% |
| 第11話                                                       | 01月06日 | 渋谷区 恵比寿編                  | 柳原可奈子                             | 8.9% |
| 第12話                                                       | 01月06日 | 中野区 新井薬師編                | カンニング竹山                         | 8.9% |
| （視聴率はビデオリサーチ調べ、宮城地区・世帯・リアルタイム） |          |                                  |                                        |      |